# 예스토리
《예스토리》는 엉뚱발랄 예삐와 유튜버 케이가 할삐(조부모)의 이야기를 따라 교회사의 흔적을 좇아가는 CTS기독교TV의 예능 역사 프로그램이다.

## 진행자
- 케이(kei)= 유튜브 크리에이터

- 예삐= CTS기독교TV 다음세대 캐릭터